# Tjurunga paroculus
Tjurunga paroculus là một loài nhện trong họ Stiphidiidae. Chúng thuộc chi đơn loài Tjurunga, được Eugène Simon miêu tả năm 1903.